# Kalvgöl (Törnsfalls socken, Småland)
Kalvgöl är en sjö i Västerviks kommun i Småland och ingår i Storån-Botorpsströmmens kustområde. Sjön är 22,5 meter djup, har en yta på 0,048 kvadratkilometer och är belägen 53,4 meter över havet. Vid provfiske har abborre och mört fångats i sjön.